# Tarte tropézienne

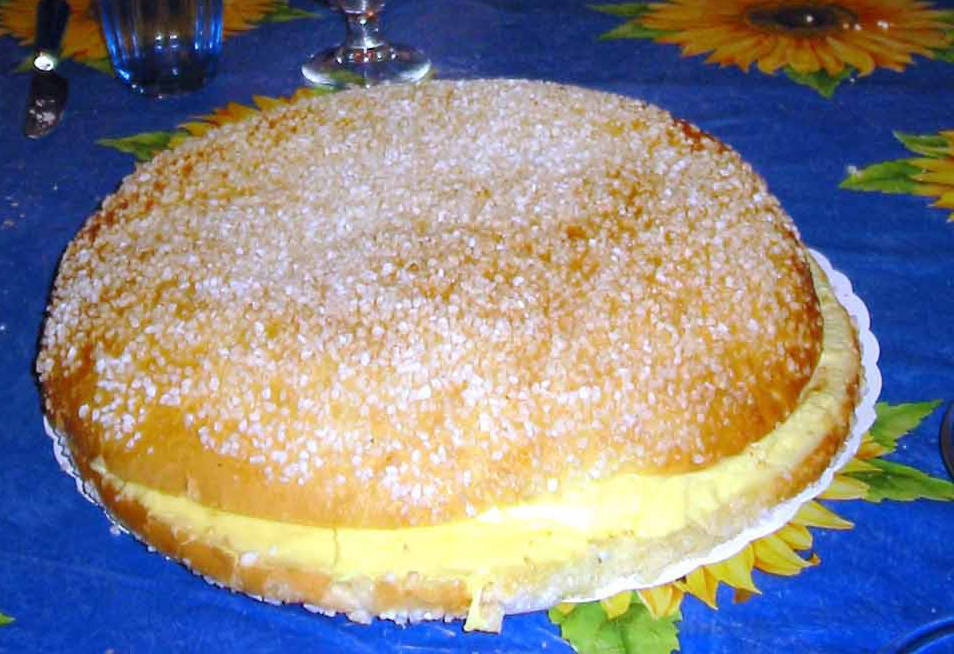
Een Tarte tropézienne

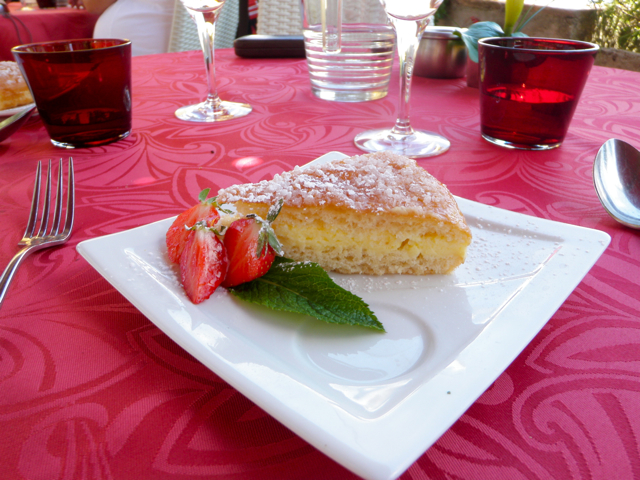
Een taartpunt

Tarte tropézienne is een taartrecept dat in 1955 geïntroduceerd is door de Franse banketbakker Alexandre Micka uit Saint-Tropez. Deze taart wordt vaak als nagerecht gegeten.
Toen de film Et Dieu... créa la femme op tournee was en in Saint-Tropez vertoond werd presenteerde hij zijn taart aan Brigitte Bardot. Zij suggereerde de naam Tarte de Saint-Tropez. Micka maakte er de naam Tarte Tropézienne van.
De taart bestaat uit een ronde plak gebakken deeg die horizontaal doormidden gesneden wordt. Beide plakken worden besprenkeld met sinaasappel- of rozenwater. Beide delen worden op elkaar gelegd met daartussen botercrème en banketbakkersroom. De taart wordt bestrooid met poedersuiker.